# Xanthomyrtus montivaga
Xanthomyrtus montivaga är en myrtenväxtart som beskrevs av Andrew John Scott. Xanthomyrtus montivaga ingår i släktet Xanthomyrtus och familjen myrtenväxter. Inga underarter finns listade i Catalogue of Life.